# Paraechinus hypomelas
El erizo de Brandt (Paraechinus hypomelas) es una especie de mamífero erinaceomorfo de la familia Erinaceidae. Es una especie de erizo del desierto originaria de Oriente Próximo y Asia Central.
El  erizo de Brandt tiene aproximadamente el mismo tamaño que el erizo común (un peso de 500-1000 g y una longitud de 25 cm), pero tiene unas orejas característicamente grandes, similares a las del erizo orejudo; y es un corredor  mucho más rápido debido a su ligera protección de púas (que sin embargo, es más densa que la del erizo orejudo). A diferencia del erizo orejudo, es predominantemente nocturno y prefiere defenderse enrollándose en una bola, aunque también puede utilizar el ataque "saltador".